# رؤية تحت الماء

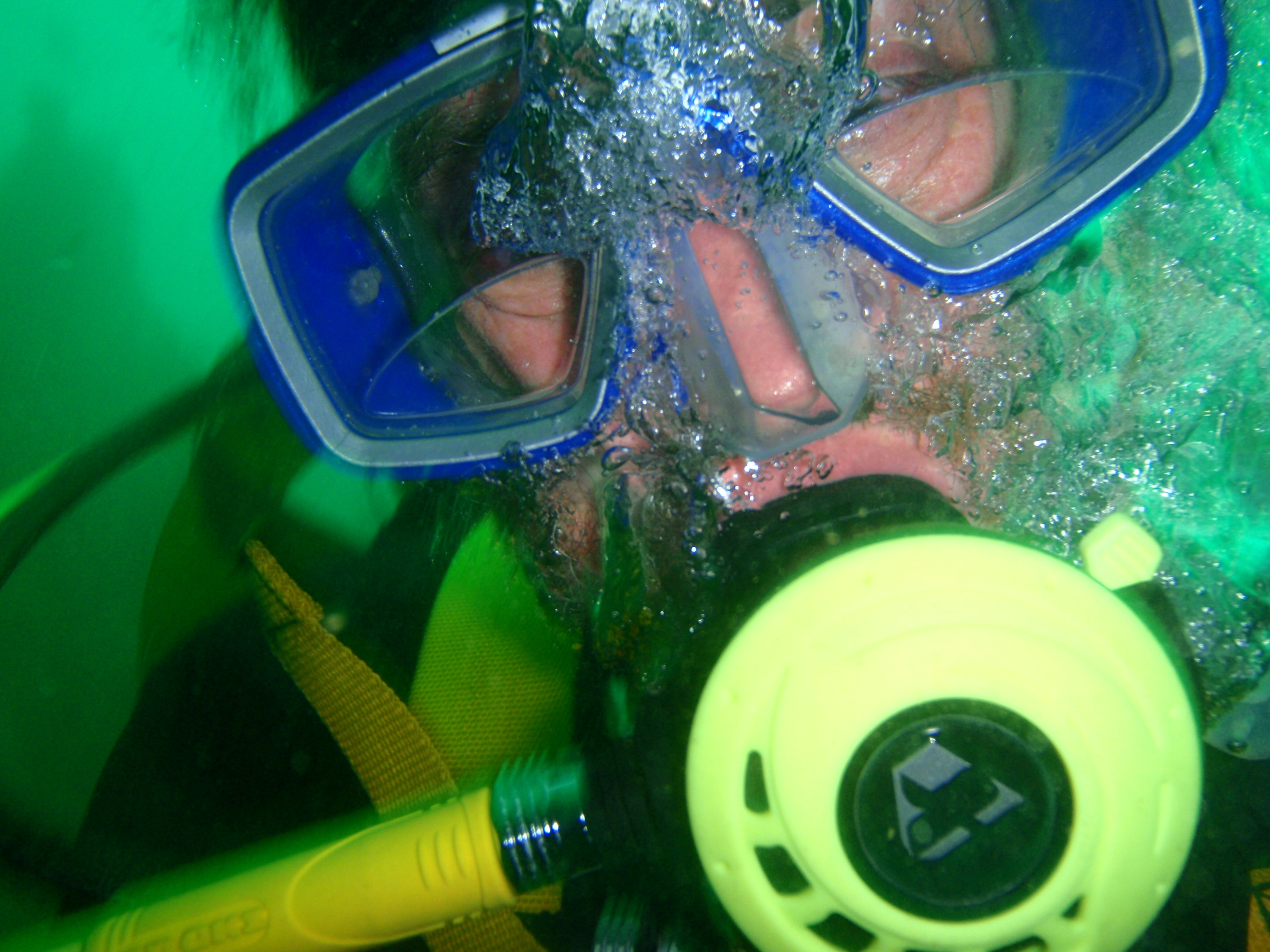

تبدو الأجسام أقل وضوحاً تحت الماء، بسبب مستويات الإضاءة الطبيعية المنخفضة، والانتثار السريع للضوء عبر المسافات في الماء، وتشتّت الأشعة إثر انعكاسها من الجسم إلى عين المشاهد، هذا كلّه يسبّب انخفاضًا في تباين الصورة، تختلف هذه الآثار بحسب الطول الموجي للضوء ولون ودرجة تعكّر المياه، عين الكائن الفقاري متكيّفة للرؤية إما في الماء أو الهواء كما في عيوننا نحن البشر، وبالتالي؛ تتأثر العين المتكيّفة لترى في الهواء سلباً باختلاف معامل الانكسار بين الهواء والماء، قد يحسن توفير مساحة من الهواء بين القرنية والماء عند الغطس الرؤية ولكنه من جانب آخر يحمل خطر تشويه أبعاد وقياسات الأجسام المرئية، يتعلّم الغوّاصون كيف يتكيّفون مع هذه التغيّرات، وقد تحسن الإضاءة الاصطناعية الرؤية على المدى القريب.
تقلّ حدّة الرؤية المجسمة تحت الماء وكذلك القدرة على تقدير الأبعاد النسبية للأجسام المختلفة، هذا وتتأثر حدّة الرؤية المجسّمة بمجال الرؤية، إذ يؤدي مجال الرؤية الضيق بسبب فوهّة صغيرة في خوذة الغطس إلى انخفاض كبير في الرؤية المجسمة وكذلك فقدان التنسيق بين حركات اليد والعين.
تنحني الأشعة الضوئية عندما تنتشر من وسط إلى آخر مختلف، يتعلّق مقدار الانحناء أو الانكسار بمعامل الانكسار الخاص بكلا الوسطين، تعمل الأجسام التي تأخذ شكلًا محدّبًا عمل العدسة، تشكّل القرنية والعدسة البلورية للعين معاً عمل عدسة واحدة هدفها تركيز خيال الأجسام المرئية على الشبكية، تكيّفت العين البشرية لظروف الرؤية في الهواء، يمتلك الماء معامل الانكسار نفسه الذي تملكه القرنية (تقريباً 1.33) وبالتالي تفقد القرنية في الماء خصائصها الكاسرة للضوء، وهذا ما يفسّر فشل العين في تركيز الخيال على الشبكية في الماء، ويتوضّع الخيال في هذه الحالة خلف الشبكية والنتيجة صورة مشوّشة وغير واضحة بسبب مد البصر الحاصل.

## التركيز
يمتلك الماء معامل انكسار مختلفًا عن الهواء، وهذا يؤثّر على العين، معظم عيون الفقاريات متكيّفة للرؤية إما بالماء أو بالهواء ولا ترى بشكل صحيح عند اختلاف البيئة.

### الأسماك
تمتلك الأسماك عدسة بلورية فائقة التحدّب إذ إنها أقرب للشكل الكروي، وهذا ما يجعل معامل انكسار عدسة عيون الأسماك الأعلى بين كل الحيوانات، تتيح لها هذه الخصائص الرؤية المثالية في المياه وتسليط الضوء مباشرةً على الشبكية، أخذت عدسة فيش المستخدمة في التصوير الفوتوغرافي اسمها من عدسة الأسماك.

### البشر
يستطيع البشر عند ارتداء قناع الغطس المسطّح الرؤية بوضوح تحت الماء، تفصل النافذة المسطّحة لقناع الغطس العين عن المياه المحيطة بطبقة من الهواء، تُغيّر أشعة الضوء التي تدخل من الماء إلى نافذة القناع اتجاهها بشكل قليل جداً، ولكن الانكسار الأكبر يحدث عندما تخرج الأشعة من نافذة القناع إلى الهواء المحيط ويكون عندها واضحًا وقابلًا للملاحظة، تقلّل المرشّحات المستقطبة الخطية من الرؤية تحت الماء بسبب التقليل من الإضاءة المحيطة وتعتيم الضوء الاصطناعي.
أثناء ارتداء قناع أو نظارات واقية للغطس، تظهر الأجسام تحت الماء أكبر بنسبة 33% (34% أكبر في المياه المالحة) وأقرب بنسبة 25% مما هي عليه فعليًا، وقد تظهر بعض التشوّهات البصرية مثل تشوّه وسادة الدبابيس (تظهر الصورة مضغوطة في الوسط) أو الزيغ اللوني الجانبي، ولكن مع استخدام أقنعة القبة المزدوجة يستعيد الغوّاصون الرؤية الطبيعية تحت الماء مع بعض القيود.
يمكن تزويد أقنعة الغوص بعدسات للغواصين الذين يحتاجون إلى تصحيح بصري لتحسين الرؤية، العدسات ثنائية البؤرة متاحة أيضًا لهذا التطبيق، بعض الأقنعة مصنوعة من عدسات قابلة للإزالة، وتتوفر مجموعة من العدسات التصحيحية القياسية التي يمكن تركيبها، قد تسقط العدسات اللاصقة البلاستيكية التي يمكن تطبيقها على القناع من الداخل عند الغطس لفترة طويلة.

## رؤية الألوان
يخفف الماء أو يوهن الضوء لأنه يمتصّه، تعتمد هذه العملية على تردد الضوء، أي عندما يمر الضوء عبر مسافة أكبر من الماء يمتصّه الماء بشكل انتقائي أكثر، ويتأثر امتصاص اللون أيضاً بتعكّر الماء والمواد المنحلّة داخله.
يمتص الماء الضوء الأحمر بشكل أفضل، وبدرجة أقل الضوء الأصفر والأخضر والبنفسجي، وأسوأ ما يمتص الضوء الأزرق، قد تمتص الجسيمات والمواد الذوّابة ترددات مختلفة، وهذا سيؤثر على لون الأعماق، والنتيجة هي اللون الأخضر عادةً في العديد من المياه الساحلية، واللون البني الداكن للعديد من أنهار وبحيرات المياه العذبة بسبب المواد العضوية الذوّابة.

### الاختلافات الفيزيولوجية
قد يستطيع الشخص حسير البصر بشدّة أن يرى بشكل أفضل أو أقل تحت الماء، قد يلاحظ الغواصون المهتمون بالتصوير الفوتوغرافي تغيّرات مد البصر لديهم تحت الماء قبل أن يلاحظوها في أيامهم العادية بسبب ظروف الإضاءة السيئة تحت الماء.
يستطيع شعوب الموكين الذين يعيشون في جنوب شرق آسيا الرؤية بشكل ممتاز تحت الماء، إذ باستطاعتهم التقاط المحار الصغير وغيره من المواد الغذائية، بالمقارنة بين الأطفال الأوروببين غير المدرّبين على الرؤية تحت الماء وأطفال من شعوب الموكين، تبيّن أن دقة الرؤية عند الأخيرين أفضل بضعفيها عند نظرائهم الأوروبيين، وبعد شهر من التدريب أظهر الأطفال نفس المستوى من حدّة البصر، ويعود ذلك إلى تقبيض الحدقة بدلاً من استرخائها عندما يتم غمر عين طبيعية معتادة على الرؤية في الهواء داخل الماء.

## الرؤية
الرؤية هي مقياس للمسافة التي يمكن عندها تمييز الكائن أو الضوء، قُدّرت الرؤية النظرية للجسم الأسود في المياه النقية بناءً على قيم الخصائص البصرية للمياه عندما يكون الضوء550 نانومتر على عمق 74 م.
يكون القياس المعياري للرؤية تحت الماء باستخدام قرص سيكشي ثمّ قياس المسافة التي يمكن من خلاها رؤية القرص، تعتمد المسافة إلى حد كبير على درجة تعكّر المياه، قد تصل المسافة في المياه النقيّة إلى 80 مترًا، وبالفعل سُجَّل رقم 79 مترًا في مدينة بولونيا الساحلية على بحر ويدل الشرقي في القارّة القطبية الجنوبية.

### انخفاض مستوى الرؤية
يُعرّف انخفاض مستوى الرؤية لأغراض التشغيل على النحو التالي: «عدم إمكانية الحفاظ على الاتصال البصري مع زميل الغوص»، وتعتبر الرؤية محدودة عندما لا يمكن تمييز الصديق على مسافة تزيد عن ثلاثة أمتار.